# ایزاک ایر
ایزاک ایر (انگلیسی: Isaac Eyre؛ 6 January 1875 – ۱۹۴۷ (۷۱−۷۲ سال)) بازیکن فوتبال بود.